# Самос (фема)
Фема Самос (грец. θέμα Σάμου) — військово-адміністративна одиниця Візантійської імперії (фема), яка розташовувалась на о. Самос (сучасна Греція). Належала до так званих «напівморських фем». Утворено у 890-х роках. Остаточно припинила існування 1346 року внаслідок захоплення генуезцями.

## Історія
У VII ст. імператорський уряд для захисту островів Егейського моря, узбережжя Балкан і Малої Азії створив флот Карабісіан. Його підрозділи розташовувалися на Кікладах, Спорадах, півдні Малої Азії. До початку VIII ст. вів виявив свою незначну ефективність. Тому спочатку з частину флоту було утворено фему Кібиреоти, а в інших частинах створено флоти (друнги) Егейського моря, яка відповідала за північну частину Егейського морського басейну, Геллеспонт і Мармурове море, і флотилія, в різний час відома під назвами Додеканес або Затока, яка базувалася на Самосі і відповідала за південну частину Егейського моря, зокрема Кікладські острови. На відміну від інших друнгаріїв друнгарії, що очолювали ці флотилії, були повністю самостійними і здійснювали як цивільну, так і військову владу на підвладній їм території. Зрештою ці області були підвищені в статусі до морської феми Егейського моря. Це відбулося 842 або 843 року за наказом імператора Феофіла.
До 899 року з частини феми було виокремлено острови Самос, Хіос і Кос, де було облаштовано самостійну фему. До складу феми також увійшли землі Малої Азії, що розташовувалися навпроти острвоів. Зберігся власний флот, що діяв спільно з флотом феми Егейського моря проти Критського емірату до 961 року, коли його було захоплено візантійськими військами. З цього часу відбувається економічне піднесення феми.
У 1020-х роках з території феми Самос було виокремлено фему Хіос, а землі на узбережжі Малої Азії передано до феми Фракісій. Межи феми тепер не виходили за острів Самос та декілька сусдніх острівець. Протягом XI ст. завданням феми залишалося охоронапівнічної частини Егейського моря. Флот Самосу діяв з флотами сусідніх фем. Втім незначна загроза призвела до поступової деградації флоту. Тому у 1081 році сельджуцький бей Чака легко захопив острів. Лише у 1091 році візантійцям вдалося його повернути й відновити фему.
У 1000-х роках за рішенням імператора Олексія I флот феми було підпорядковано мегадуксу (очільнику усіх морських сил імперії). У 1140-х роках флот феми перестав існувати, стратег лише спрямовуван моряків і вояків до імператорського флоту, що базувався в Константинополі.
У 1204 році після захоплення столиці імперії учасниками Четвертого хрестового походу фема на деякий час опинилася під владою місцевого аристократа, але зрештою острів увійшов до складу Нікейської імперії, а після відновлення Візантії — знову став її фемою. Втім посилення генуезців та венеційців в Егейському морі призвело до економічного занепаду Самосу. 1346 року його було захоплено генуезькими аристократами.

## Адміністрація
Територія феми спочатку охоплювала острови Самос, Хіос, Кос, малоазійські області від Ефесу (на півдні) до Адрамітія (на півночі). Центром було місто Смірна. Зсередини 1020-х років межі феми обмежували островом Самос, а центром відповідно стало місто Самос.
На чолі стояв стратег. Йому підпорядковувалося 600 вояків. також до флоту спрямовувалося 3980 веслярів на 22 військових суднах. Крім того в резерві повинно було знаходитися 1 тис. вояків.

## Відомі стратеги
- Роман Лакапін (910—912)
- Іоанн Куркуас (1002—1008)
- Василь Аргир (1008—1010)
- Роман Склір (1034—1042)